# P2X-рецептори
P2X-рецептори — підродина Р2-пуринорецепторів (пуринових рецепторів, лігандами яких є АТФ і АДФ) . Ця підродина має як мінімум 7 підкласів. 
На відміну від G-білок-сполучених Р2Y-рецепторів, які теж належать до Р2-пуринорецепторів і опосередковують повільні відповіді на зв'язування ліганду, ці рецептори опосередковують швидкі відповіді та є іонотропними рецепторами (тобто ліганд-залежними іонними каналами), які при взаємодії з лігандом відкривають низькоселективний канал для моновалентних іонів (К, Na, Cs), через який також вільно проходять іони Са, причому зростання Са у цитоплазмі може блокувати рух по каналу інших іонів .
До підродини належать гени людини P2RX1, P2RX2, P2RX3, P2RX4, P2RX5, P2RX6.